# Instytut Zdrowia Publicznego Uniwersytetu Jagiellońskiego w Krakowie
Instytut Zdrowia Publicznego Wydziału Nauk o Zdrowiu Uniwersytetu Jagiellońskiego Collegium Medicum (IZP WNZ UJ CM) – najstarsza w Polsce placówka edukacyjna, prowadząca od 1991 roku kształcenie w zakresie zdrowia publicznego (początkowo pod nazwą Szkoła Zdrowia Publicznego).
Zajmuje się działalnością dydaktyczną i naukowo-badawczą w dziedzinie szeroko pojętego zdrowia publicznego. Przedmiotem zainteresowań pracowników IZP są zagadnienia związane z populacyjnym podejściem do zdrowia i pozamedycznymi aspektami opieki zdrowotnej. Należą do nich: organizacja i ekonomika zdrowia, aspekty społeczne organizacji systemu opieki zdrowotnej, zarządzanie i administracja, epidemiologia, promocja zdrowia, żywienie człowieka, zdrowie środowiskowe, gospodarka i zarządzanie lekami (produktami leczniczymi) i wyrobami medycznymi, informatyzacja oraz problemy upowszechniania informacji w ochronie zdrowia.
Prowadzony w Instytucie Zdrowia Publicznego WNZ UJ CM kierunek studiów Zdrowie Publiczne nieprzerwanie od 2016 roku uzyskuje pierwsze miejsce w ogólnopolskim Rankingu Szkół Wyższych „Perspektywy” w kategorii „Kierunki medyczne i o zdrowiu – Zdrowie publiczne”.

## Historia
Powstanie Instytutu Zdrowia Publicznego Uniwersytetu Jagiellońskiego Collegium Medicum jest powiązane ze Szkołą Zdrowia Publicznego, która powstała w Krakowie w 1991 roku jako wspólna inicjatywa Akademii Medycznej i Uniwersytetu Jagiellońskiego. Była to pierwsza tego typu placówka w Polsce, założona z pomocą Ministerstwa Zdrowia i Opieki Społecznej oraz francuskich ekspertów zdrowia publicznego. Szkoła wzorowała się na francuskiej Ecole Nationale de Sante Publique.   
Szkoła podejmowała działania edukacyjne mające na celu przygotowanie kadr menedżerskich dla polskiego systemu opieki zdrowotnej. Wprowadzono studia podyplomowe z zakresu zarządzania szpitalem i administracji publicznej, a także kursy dla inspektorów farmaceutycznych i podyplomowe studium promocji zdrowia.  
W 1992 roku nawiązała współpracę z ASPHER (Association of Schools of Public Health in European Region) czyli Stowarzyszeniem Szkół Zdrowia Publicznego w Regionie Europejskim, a dwa lata później zorganizowała XVI konferencję ASPHER pt. Information Policy in Public Health.  W 1995 roku szkoła otrzymała akredytację dla programów nauczania wydaną przez ASPHER.  
W 1997 roku Szkoła Zdrowia Publicznego weszła w skład Collegium Medicum UJ, przekształcając się w Instytut Zdrowia Publicznego. Instytut kontynuował misję edukacyjną, oferując studia przeddyplomowe i podyplomowe w dziedzinie zdrowia publicznego, kształcąc przyszłych specjalistów dla systemu opieki zdrowotnej.  
Instytut zorganizował wiele konferencji, seminariów i warsztatów dotyczących zdrowia publicznego. Kierunek Zdrowie Publiczne otrzymał wyróżnienie od Państwowej Komisji Akredytacyjnej (uchwała nr 515/ 2011 Prezydium PKA z 10.06.2011 r.), Dyrekcję Instytutu sprawowali specjaliści tacy jak prof. dr hab. Zdzisław Szafran (2001-2002), prof. dr hab. Stanisława Golinowska (2002-2008), prof. dr hab. med. Andrzej Pająk (2008-2012), prof. dr hab. Włodzimierz Cezary Włodarczyk (2012-2016), dr hab. Christoph Sowada, prof. UJ (2012-2020) oraz dr hab. Iwona Kowalska-Bobko, prof. UJ.
Z okazji XX-lecia powstania Szkoły Zdrowia Publicznego 16 kwietnia 2011 roku odbyło się sympozjum naukowe zatytułowane „Zdrowie publiczne w Europie”, które było też zjazdem absolwentów i zarówno byłych jak i obecnych pracowników Szkoły/Instytutu Zdrowia Publicznego. Gośćmi tego sympozjum były takie osoby jak: John Dalli – Komisarz Unii Europejskiej ds. Zdrowia i Konsumentów, prof. Helmut Brand – Prezydent-elekt Stowarzyszenia Szkół Zdrowia Publicznego w Regionie Europejskim (ASPHER), dr Marek Haber – Podsekretarz Stanu w Ministerstwie Zdrowia RP oraz dr Andrzej Ryś – Dyrektor ds. zdrowia publicznego w Dyrekcji Generalnej Zdrowia i Konsumentów Komisji Europejskiej (który w okresie 1992-1996 był dyrektorem Szkoły Zdrowia Publicznego).